# Дименгідринат
Дименгідринат (англ. Dimenhydrinate) — синтетичний препарат, що відноситься до антигістамінних препаратів, та має виражені протиблювотні та антихолінергічні властивості, для переважно перорального застосування. Дименгідринат широко застосовується з 1949 року, після того, як препарат був схвалений для лікування морської хвороби. Одночасно із цим препарат був закуплений для потреб американської армії для лікування симптомів захитування у військовослужбовців при транспортуванні військових підрозділів морським транспортом. Дименгідринат уперше синтезований у США компанією «G.D. Searle and Company» (яка з 2000 року є підрозділом «Monsanto Company») та випускається під торговою назвою «Драмамін».

## Фармакологічні властивості
Дименгідринат — синтетичний препарат, що відноситься до антигістамінних препаратів, та має також виражені протиблювотні та антихолінергічні властивості. За хімічним складом є комплексною сполукою дифенгідраміну та 8-хлортеофіліну. Механізм дії препарату полягає у селективному блокуванні Н1-рецепторів гістаміну та м-холінорецепторів у ЦНС. Дименгідринат пригнічує стимуляцію вестибулярного апарату при головокружінні та хворобах, пов'язаних із рухом (морська, повітряна хвороба); знижує тонус гладких м'язів та перистальтику органів травної системи та зменшує секрецію слинних залоз та залоз шлунку. Точний механізм протиблювотної дії препарату невідомій. Дименгідринат пригнічує блювотний рефлекс при введенні апоморфіну, але неефективний при блюванні, викликаному застосуванням хіміотерапевтичних засобів. Дименгідринат має також виражений седативний ефект за рахунок центральної м-холінолітичної дії.

### Фармакокінетика
Дименгідринат швидко та добре всмоктується в шлунково-кишковому тракті. Початок дії препарату спостерігається через 15—30 хвилин після перорального застосування, через 20—30 хвилин після внутрішньом'язового введення та негайно — після внутрішньовенного введення. Дименгідринат добре розподіляється у більшості тканин організму. Дименгідринат добре зв'язується з білками плазми крові. Препарат добре проходить через гематоенцефалічний бар'єр. Дименгідринат проходить через плацентарний бар'єр та виділяється в грудне молоко. Метаболізується препарат у печінці, але точних даних про метаболізм дименгідринату немає. Виводиться препарат із організму нирками, переважно у вигляді метаболітів. Період напіввивеведення дименгідринату становить 3,5 години, повністю виводиться препарат із організму протягом 24 годин після застосування.

## Показання до застосування
Дименгідринат застосовується для запобігання та лікування нудоти та блювання при морській та повітряній хворобах, блювоті вагітних, синдромі Меньєра та при лабіринтних та вестибулярних порушеннях (за виключенням нудоти та блювання, викликаних протипухлинною хіміотерапією).

## Побічна дія
При застосуванні дименгідринату можуть спостерігатися наступні побічні ефекти:
- Алергічні реакції — рідко (0,01—0,1%) шкірні алергічні реакції, фотодерматоз; дуже рідко (менше 0,01%) синдром Лаєлла.
- з боку травної системи — часто (1—10%) нудота, блювання, діарея або запор, біль у животі, сухість у роті; дуже рідко (менше 0,01%) холестатична жовтяниця, порушення функції печінки.
- З боку нервової системи — дуже часто (більше 10%) сонливість, запаморочення, порушення концентрації; часто (1—10%) збудження, тривожність та тремор (частіше в дітей), швидка втомлюваність, порушення зору, підвищення внутрішньоочного тиску; нечасто (0,1—1%) диплопія, шум у вухах; рідко (0,01—0,1%) головний біль, безсоння.
- Інші побічні ефекти — часто (1—10%) затримка сечі, слабкість у м'язах; рідко (0,01—0,1%) тахікардія, артеріальна гіпотензія.

## Протипокази
Дименгідринат протипоказаний при підвищеній чутливості до препарату, закритокутовій глаукомі, феохромоцитомі, порфірії, аденомі простати з порушенням сечопуску, епілепсії, еклампсії, бронхіальній астмі, важкій нирковій недостатності. Дименгідринат не застосовується у ранньому дитячому віці та у період годування грудьми. Дименгідринат не рекомендований у ІІІ триместрі вагітності. Дименгідрат не застосовується із препаратами, що подовжують інтервал QT на ЕКГ.

## Форми випуску
Дименгідрат випускається у вигляді таблеток по 0,05 г. За кордоном застосовуються також ін'єкційні форми препарату для внутрішньом'язового та внутрішньовенного застосування.

## Застосування у ветеринарії
Дименгідринат застосовується у ветеринарії як протиблювотний та заспокійливий засіб у домашніх тварин.